# Gornja Paka
Gornja Paka je naselje u slovenskoj Općini Črnomelju. Gornja Paka se nalazi u pokrajini Dolenjskoj i statističkoj regiji Jugoistočnoj Sloveniji. 

## Stanovništvo
Prema popisu stanovništva iz 2002. godine naselje je imalo 39 stanovnika.